# Род-Айленд (колония)
Колония Род-Айленд и Провиденские плантации (англ. Colony of Rhode Island and Providence Plantations) — английская колония в Северной Америке, существовавшая в XVII—XVIII веках. Название колонии связано с тем, что она состояла из двух частей: Провиденские плантации (материковая часть, слово «плантации» служило в религиозных кругах синонимом к слову «поселение») и Остров Род (островная часть).
В 1636 году изгнанный из Колонии Массачусетского залива теолог Роджер Уильямс получил у наррангсеттов земельный участок, и основал на нём колонию «плантация Провиденс».
В 1637 году баптистский лидер Энн Хатчинсон, Джон Кларк и еще несколько людей приобрели у индейцев землю на острове Акиднек и основали там поселение Портсмут. В 1639 году от них откололся Уильям Коддингтон и основал на том же острове поселение Ньюпорт. Тем временем на материке была заложена ещё одна «плантация» — в 1643 году Сэмюэль Гортон на купленной у наррангсеттов земле основал Шавомет.
В 1644 году Лоурен Боусел с помощью графа Уорика получил земельный патент, обеспечивающий «включение Провиденских провинций в колонию Залива Наррангсетт». Патент гарантировал обладание островом Род-Айленд и городами Провиденс, Портсмут и Ньюпорт. Тем временем власти Массачусетса предъявили права на территорию, занятую Гортоном, и попытались претворить их в жизнь силой. В поисках защиты Гортон отправился в Лондон и в 1648 году вернулся с письмом от графа Уорика, предписывающим властям Массачусетса отказаться от своих притязаний. В благодарность Гортон переименовал Шавомет в Уорик.
В 1651 году Коддингтон получил из Англии отдельную хартию, делающую его пожизненным губернатором островов Род-Айленд и Конаникут, и образующую федерацию этих островов с колонией Коннектикут и Колонией Массачусетского залива. Последовавшие протесты, открытые восстания и петиция Оливеру Кромвелю привели к восстановлению в 1653 году прежнего положения.
В 1660 году в Англии была восстановлена власть короля. Карл II, будучи католиком в протестантской стране, приветствовал свободу вероисповедания в американских колониях, и в 1663 году издал королевскую хартию, в соответствии с которой образовывалась Колония Род-Айленд и Провиденские плантации с избираемым губернатором и легислатурой. Провозглашение свободы вероисповедания в колонии привлекло сюда в последующие годы представителей различных преследуемых религиозных групп.
В 1675—1678 годах Род-Айленд, несмотря на провозглашённый нейтралитет, стал ареной боевых действий в ходе войны Короля Филипа, ряд поселений был уничтожен.
В 1686 году правительство Великобритании попыталось объединить свои североамериканские колонии в доминион Новая Англия. Назначенный губернатором Эдмунд Эндрюс постарался ликвидировать претензии колоний на самостоятельность, но в 1689 году, когда Америки достигли вести о Славной революции, в результате Бостонского восстания он был выслан в Англию, и колонии вернулись к прежней системе управления.
В последующие годы экономика колонии стала развиваться благодаря треугольной торговле: из производимого на Карибских островах сахара в колонии производили ром, который потом продавали в Африке, а на вырученные деньги приобретали рабов для работы на карибских плантациях.
Чтобы пополнить казну, правительство Великобритании издало Навигационный акт, устанавливающий ограничения на морскую торговлю. Так как следование положениям акта было невыгодно для североамериканских колоний, метрополии пришлось посылать военные суда для проведения их в жизнь. Это привело к конфликтам колонистов с центральными властями: в 1764 году жители Ньюпорта атаковали корабль «Сент-Джон», в 1768 сожгли судно таможенной службы «Liberty». Эти нападения остались безнаказанными, но когда в 1772 году в Уорике была атакована и сожжена до ватерлинии таможенная шхуна «Gaspée», Адмиралтейство решило предпринять ответные действия. В результате дело «Gaspée» стало одним из событий, приведших к Американской революции. 4 мая 1776 года Род-Айленд первой из Тринадцати колоний провозгласила независимость от Великобритании, однако стала последней из них, подписавших Конституцию США.